# Crania
Crania är ett föreslaget släkte av armfotingar som ingår i familjen Craniidae. Andra auktoriteter behandlar Crania som synonym med släktet Novocrania. Släktet innehåller bara en art Crania anomala.